# 285
| [ Edytuj tabelę ] |                                        |
| Król Aksum        | - 270 Endubis 300                      |
| Cesarz Chin       | - 265 Sima Yan 290                     |
| Władca Korei      | - 270 Sŏch’ŏn 292                      |
| Papież            | - 283 Kajus 296                        |
| Król Persji       | - 276 Bahram II 293                    |
| Cesarz Rzymu      | - 283 Karynus 285 - 284 Dioklecjan 305 |

Rok 285 / CCLXXXV
stulecia: II wiek ~
III wiek ~
IV wiek

lata: 275 «
280 «
281 «
282 «
283 «
284 «
285
» 286
» 287
» 288
» 289
» 290
» 295

## Wydarzenia
Cesarstwo rzymskie
- Cesarz Karynus, brat zmarłego w poprzednim roku Numeriana, stoczył z armią Dioklecjana bitwę w dolinie rzeki Margus; został zdradzony i zabity przez własne wojsko.
- Senat rzymski zatwierdził Dioklecjana jako cesarza.
- Dioklecjan ogłosił swego współpracownika Maksymiana cezarem (zobacz też: 286).

## Zmarli
- Amandus, przywódca powstania chłopskiego w Galii.
- Julian z Panonii, rzymski uzurpator.
- Karynus, cesarz rzymski (ur. ≈250).